# Aldehyd anyżowy
Aldehyd anyżowy, aldehyd 4-metoksybenzoesowy – organiczny związek chemiczny z grupy aldehydów aromatycznych. W warunkach standardowych jest oleistą i bezbarwną cieczą o zapachu zbliżonym do kwitnącego głogu (wbrew nazwie nie ma zapachu anyżu).